# Professor Griff

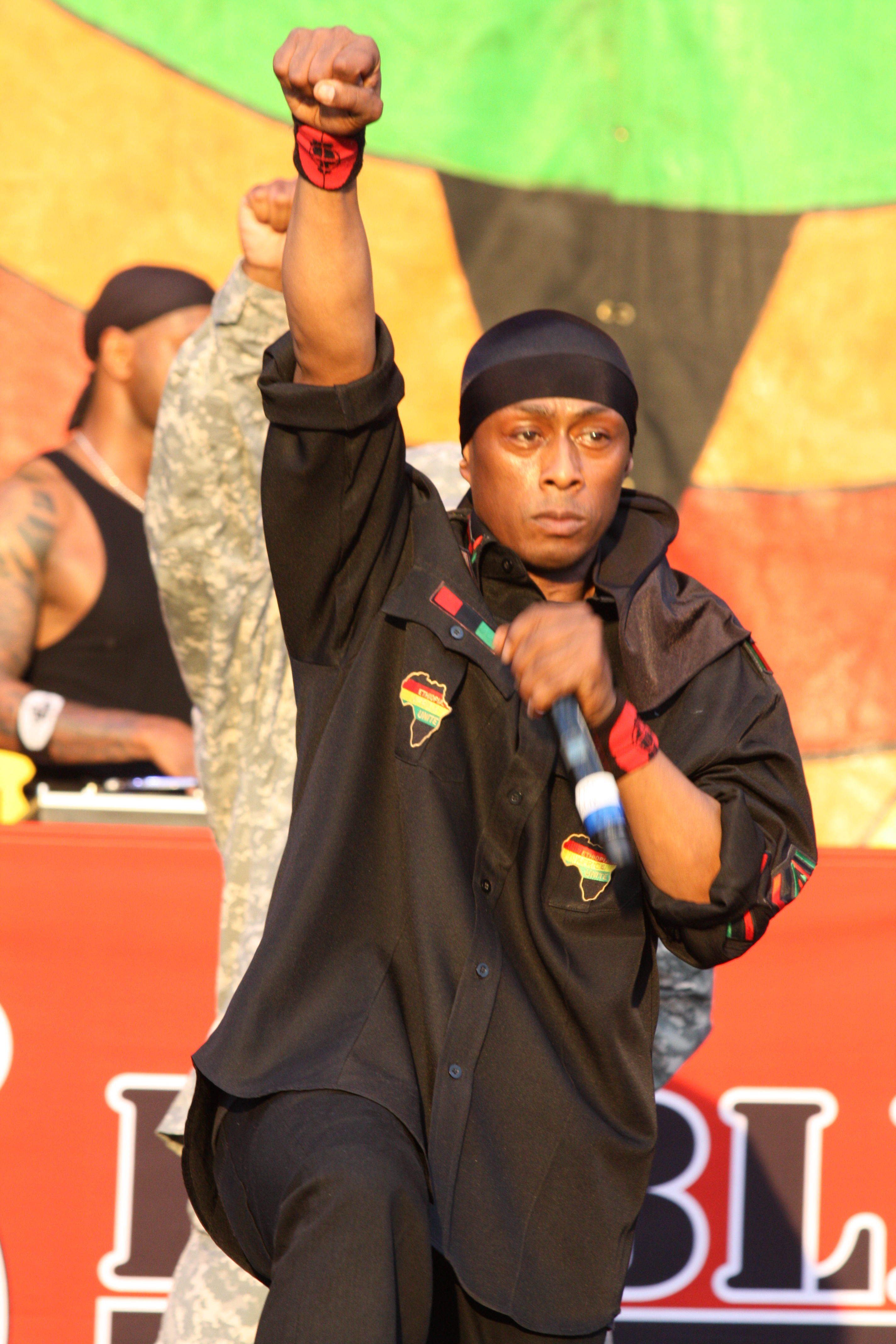
Professor Griff (2014)

Richard Griffin (Künstlername; Professor Griff; * 1. August 1960 in Roosevelt, Long Island, New York) ist ein amerikanischer Rapper und Produzent. Er ist seit 1988 im Musikgeschäft tätig. Seine Texte sind politisch und provokativ.

## Leben
Griffin diente in der U.S. Army und gründete danach eine Firma für Sicherheitspersonal bei Veranstaltungen. Seine Firma S1W war dafür bekannt in Militäruniformen auf Tour für Sicherheit zu sorgen und choreografierte Militärschritte auf der Bühne zu zeigen.
Heute unterrichtet er Politik und in der Musikindustrie, hat eine eigene Radiosendung mit dem Namen World Star Hit Radio.
Professor Griff war bis Juni 1989 der PR-Manager von Public Enemy, einer Rapgruppe mit politischen Texten. Seine Hauptaufgabe bestand darin, Chuck D., den Kopf der Band, bei Interviews oder auch zu Presseterminen zu vertreten.
Bei einem Interview für die Washington Times 1989 schockierte Griff durch antisemitische Äußerungen, so lobte er den Diktator Idi Amin mit den Worten: „Er trieb alle Juden zusammen und tötete sie, als sie versuchten, nach Uganda einzusickern und das Land zu übernehmen.“ In einem weiteren Interview hatte er behauptet, dass die „Mehrheit der Juden“ verantwortlich sei für „die Mehrzahl der Schweinereien auf dieser Welt“. Der Druck auf ihn und auf Public Enemy wurde so groß, dass Chuck D. Griffin aus seinem Team entließ, um den Weiterbestand seiner Band zu sichern.
Professor Griff gründete darauf seine eigene Band: Professor Griff & the Last Asiatic Disciple. Mit dieser Band veröffentlichte er mehrere Platten mit afrozentrischen und islamistischen Texten.
Mittlerweile ist Professor Griff wieder Mitglied von Public Enemy und ist als solches nicht mehr nur als Pressesprecher, sondern auch als Rapper tätig. Seit 2000 ist er außerdem Frontmann und Mitbegründer der Band 7th Octave, die im Rap-Metal angesiedelt ist. 7th Octave ist eine Band aus sechs Mitgliedern, die versuchen, eine neue, provokante Fusion aus Rap und Metal zu generieren. Sie nennen ihre Musik Ghetto Metal.
Die Texte von Professor Griff spiegeln afrozentrische Sichtweisen wider.

## Diskografie

### Professor Griff & the Last Asiatic Disciple
- Pawns in the Game (1990)
- Kao's II Wiz*7*Dome (1991)
- Disturb N Tha Peace (1992)
- Blood of the Profit (1998)
- And the Word Became Flesh (2001)

### 7th Octave
- The Se7enth Degree (2004)